# Rhadinella godmani
La culebra café de Godman (Rhadinella godmani) es una especie de serpiente que pertenece a la familia Dipsadidae. Es nativa del sur de México, Guatemala, El Salvador, Honduras, Costa Rica y Panamá. Habita el bosque de pino-encino, bosque nuboso en el norte de su área de distribución; en el sur habita bosque latifoliado, bosque nuboso y pastizales. Su rango altitudinal oscila entre 1200 y 2650 m s. n. m..

## Subespecies
Se reconocen las siguientes subespecies:
- Rhadinella godmani godmani (Günther 1865)
- Rhadinella godmani zilchi (Mertens 1952)